# Aloe niebuhriana
Aloe niebuhriana é uma espécie de liliopsida do gênero Aloe, pertencente à família Asphodelaceae.